# Stephen Blyth
Stephen James Blyth es un matemático y académico británico. Desde octubre de 2022 es director del Lady Margaret Hall de la Universidad de Oxford. Había sido profesor de práctica de la estadística en la Universidad de Harvard desde 2012, y también fue director ejecutivo de la Dotación de la Universidad de Harvard entre enero de 2015 y julio de 2016.

## Biografía
Se matriculó en el Christ's College de la Universidad de Cambridge en 1985 para estudiar Matemáticas Tripos. Se graduó con una licenciatura en artes (BA) con honores de primera clase, y fue el tercer wrangler ese año. Luego se mudó a Estados Unidos, donde estudió estadística en la Universidad de Harvard. Obtuvo una Maestría en Artes (AM) en 1989. Su tesis doctoral se tituló "Coeficientes de regresión local y curva de correlación" y su asesor fue Kjell Doksum  Su título de Doctor en Filosofía (PhD) fue otorgado en 1992.
Después de graduarse con su doctorado, regresó a Inglaterra y fue profesor en el Departamento de Matemáticas del Imperial College de Londres de 1992 a 1994. Luego pasó a la industria financiera, trabajando en HSBC, Morgan Stanley y Deutsche Bank. En 2006, regresó a la Universidad de Harvard donde se incorporó a la facultad. Enseñó estadística en la Facultad de Artes y Ciencias de Harvard, y llegó a ser profesor de Práctica de la Estadística en 2012. También trabajó con la Dotación de la Universidad de Harvard (HMC), que gestiona el patrimonio de la Universidad de Harvard y los activos financieros relacionados. En 2014, era director general y jefe de mercados públicos. En septiembre de 2014, fue anunciado como el próximo presidente y director ejecutivo de la Dotación de la Universidad de Harvard: asumió el cargo el 1 de enero de 2015. Tomó una licencia médica a partir del 23 de mayo de 2016 y renunció como director ejecutivo el 27 de julio de 2016.
En diciembre de 2021, fue anunciado como el próximo director del Lady Margaret Hall de la Universidad de Oxford. Asumió el cargo el 1 de octubre de 2022 y fue instalado durante un servicio en la capilla del college el 7 de octubre de 2022.

## Obra seleccionada
- Blyth, Stephen (2013). Introduction to Quantitative Finance. Oxford: Oxford University Press. ISBN 978-0199666591.